# Arabis cretica
Arabis cretica är en korsblommig växtart som beskrevs av Pierre Edmond Boissier och Theodor Heinrich von Heldreich. Arabis cretica ingår i släktet travar, och familjen korsblommiga växter. Inga underarter finns listade i Catalogue of Life.